# JFreeChart
JFreeChart — відкрита бібліотека для мови програмування Java, що спрощує створення різноманітних складних діаграм. Через різноманітні методи набору класів надає майже повний контроль над областю діаграми.  Так реалізовані механізми збільшення/зменшення, обробки подій, можливості створення кількох діаграмі на одній області, текстові підказки, задання вигляду кривих, точок та фону і т.п. 

## Типи діаграм
Підтримуються такі типи діаграм:
- Лінійні графіки
- Діаграми часових рядів
- Кругові діаграми
- Графіки Гранта
- Гістограми (стовбцеві діаграми)
- Комбінована гістограма
- Графіки різниці
- Покрокові діаграми
- Комбіновані діаграми

## Процес створення діаграми
Для створення діаграми необхідно здійснити три наступні кроки:
1. Створити набір даних (dataset)
2. Створити об’єкт JFreeChart, який відповідатиме за вивід діаграми
3. Додати діаграму на якусь графічну компоненту (наприклад, панель)

## Приклад коду
Наступний приклад демонструє створенню простого XY графіка з допомогою JFreeChart:

Результат виконання

```
import
 
javax.swing.JFrame
;

import
 
org.jfree.chart.ChartFactory
;

import
 
org.jfree.chart.ChartPanel
;

import
 
org.jfree.chart.JFreeChart
;

import
 
org.jfree.chart.plot.PlotOrientation
;

import
 
org.jfree.data.xy.XYSeries
;

import
 
org.jfree.data.xy.XYSeriesCollection
;

public
 
class
 
SimpleXYChart
 
{

public
 
static
 
void
 
main
(
String
[]
 
args
)
 
{

 
JFrame
 
frame
 
=
 
new
 
JFrame
();
 
//створюємо каркас вікна

 
frame
.
setTitle
(
"Графік"
);
 
//заголовок вікна

 
frame
.
setDefaultCloseOperation
(
JFrame
.
EXIT_ON_CLOSE
);

 
//створюємо 1 ряд даних

 
XYSeries
 
series
 
=
 
new
 
XYSeries
(
"Дані"
);

 
//додаємо точки на графіку

   
series
.
add
(
1
,
 
11
);

   
series
.
add
(
2
,
 
12
);

   
series
.
add
(
3
,
 
13
);

   
series
.
add
(
4
,
 
14
);

   
series
.
add
(
5
,
 
15
);

   
series
.
add
(
6
,
 
16
);

   
series
.
add
(
7
,
 
17
);

   
series
.
add
(
8
,
 
14
);

   
series
.
add
(
9
,
 
13.5
);

   
series
.
add
(
10
,
 
11
);

// зразу ж додаємо ряд в набір даних

XYSeriesCollection
 
data
 
=
 
new
 
XYSeriesCollection
(
series
);

//створюємо діаграму

final
 
JFreeChart
 
chart
 
=
 
ChartFactory
.
createXYLineChart
(

  
"Приклад XY графіка"
,
 
//Заголовок діаграми

  
"X"
,
  
//назва осі X

  
"Y"
,
  
//назва осі Y

  
data
,
 
//дані

  
PlotOrientation
.
VERTICAL
,
 
//орієнтація

  
true
,
 
// включити легенду

  
true
,
 
//підказки

  
false
 
// urls

);

 
//створюємо панель для графіка

 
final
 
ChartPanel
 
chartPanel
 
=
 
new
 
ChartPanel
(
chart
);

 
//встановлюємо розмір діаграми (можна також скористатись методами JFreeChart цього)

 
chartPanel
.
setPreferredSize
(
new
 
java
.
awt
.
Dimension
(
500
,
 
270
));

 
//додаємо панель на створений нами фрейм

 
frame
.
setContentPane
(
chartPanel
);

 
//підганяємо розміри фрейму

 
frame
.
pack
();

 
//робимо усе видимим

 
frame
.
setVisible
(
true
);

 
}

}

```